# Stylaster stejnegeri
Stylaster stejnegeri is een hydroïdpoliep uit de familie Stylasteridae. De poliep komt uit het geslacht Stylaster. Stylaster stejnegeri werd in 1938 voor het eerst wetenschappelijk beschreven door Fisher. 